# زاك باراك
زاك باراك (بالإنجليزية: Zach Barack)‏، من مواليد 17 نوفمبر 1995 في إيفانستون، إلينوي، هو ممثل أمريكي. عُرف عن دوره الصوتي في دور بارني جوتمان في طريق مسدود: حديقة خوارق.

## روابط خارجية
- زاك باراك على موقع IMDb (الإنجليزية)
- زاك باراك على موقع روتن توميتوز (الإنجليزية)
- زاك باراك على موقع ألو سيني (الفرنسية)
- زاك باراك على موقع أول ميوزيك (الإنجليزية)
- زاك باراك على موقع قاعدة بيانات الفيلم (الإنجليزية)